# Melbourne Atheneum
L'Athenaeum ou le Melbourne Athenaeum situé au 188 Collins Street est un centre artistique et culturel dans le quartier central des affaires de Melbourne, dans l'État de Victoria, Australie. Fondée en 1839, elle est la plus ancienne institution culturelle de la ville.
Son bâtiment, situé sur Collins Street dans le quartier des théâtres de l'East End, se trouve en face du Regent Theatre et comprend actuellement un théâtre principal, un théâtre studio plus petit, un restaurant et une bibliothèque d'abonnement. Il a également servi d'institut de mécanique, d'espace d'exposition d'art et de cinéma.

## Architecture
L'Athenaeum est un bâtiment néoclassique de trois étages de style boom conçu par les architectes Smith et Johnson avec une façade en stuc avec des pilastres, des larmiers et une corniche à consoles. Il a été achevé en 1886 sur le site du bâtiment original de 1842, et est surmonté d'un parapet avec une niche abritant une statue de Richard Kretzschmar  de Minerve ( Athéna, d'où « Athénée »), déesse de la raison, de la sagesse, des arts et de la littérature. Le bâtiment a été inscrit au Registre des bâtiments historiques du National Trust en 1981 et est inscrit au Registre du patrimoine victorien.

## Histoire

### Histoire ancienne

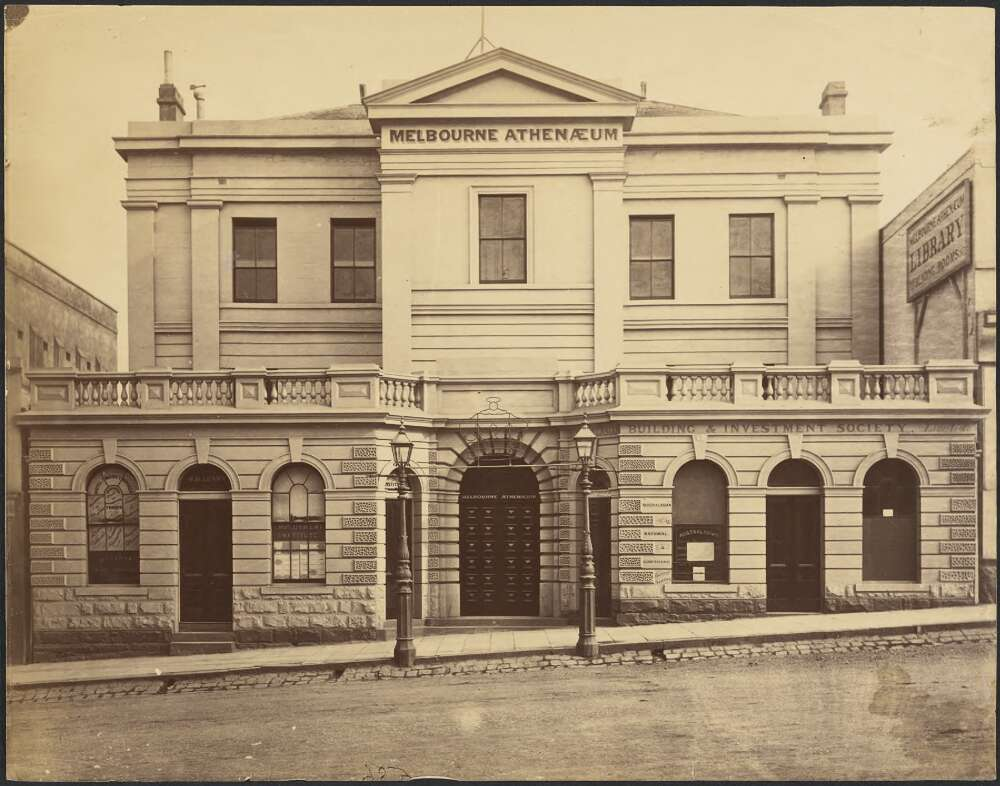
Société photographique américaine et australasienne (Sydney, NSW). Bâtiment d'origine du Melbourne Athenaeum avant 1873

En août 1840, la Melbourne Mechanics Institution a acquis un terrain s'étendant sur 110 pieds le long de Collins Street et se prolongeant jusqu'à Little Collins Street, pour une somme de 285 livres sterling. La structure initiale, un bâtiment en briques de deux étages connu sous le nom de Hall of Arts, a été achevée en décembre 1842.
Le premier président fut le capitaine William Lonsdale, le premier mécène fut le superintendant de Port Phillip, Charles La Trobe et les premiers livres furent offerts par le vice-président Henry Fyshe Gisborne. Appelé à l'origine Melbourne Mechanics' Institute, il a été rebaptisé Melbourne Mechanics' Institution and School of Arts en 1846,.
Le conseil municipal de Melbourne s'est réuni au rez-de-chaussée du bâtiment jusqu'en 1852, date à laquelle l'hôtel de ville de Melbourne a été construit. L'Institut reçoit une subvention annuelle de 150 livres sterling du gouvernement et, en 1854, 5 000 livres sterling supplémentaires sont accordées pour la construction d'un nouveau bâtiment, mais à partir de 1857, il doit compter sur ses propres fonds. En 1851, le nombre de membres s'élevait à 488 personnes. En outre, elle servait de siège à la First Church of Christ, Scientist (Première Église du Christ, Scientiste).
La construction du nouveau bâtiment commença en 1855, mais seule la partie avant fut achevée. Le hall arrière, qui devait être conçu par Charles Webb (en), fut reporté jusqu'en 1871 et finalement achevé en 1872. Alfred Smith en fut l'architecte, tandis que Turnbull et Dick en furent les constructeurs. L'institution a changé de nom pour devenir le Melbourne Athenaeum en 1872,. Pendant la période de reconstruction de sa propre église, la Scots Church a utilisé les locaux comme emplacement temporaire.
Parmi les responsables de l'institution au XIXe siècle, on trouve l'écrivain Marcus Clarke, président du comité de la bibliothèque en 1877. Comme aujourd'hui, la bibliothèque constituait un point central. En 1877, le nombre de membres s'élevait à 1 681 et en 1879, la bibliothèque avait reçu 30 000 visites. En 1880, il fut rapporté que "le sol de la grande salle était le seul de Melbourne à avoir été expressément construit pour la danse". La façade remodelée fut finalement achevée en 1886. La statue de Minerve, conçue par Richard Kretzschmar sur le modèle de celle du Vatican, fut financée par le don de 100 guinées de l'échevin Thomas Moubray,.

### Théâtre et cinéma
En octobre 1896, le premier film a été projeté à l'Athenaeum Hall. Ce n'était peut-être pas le premier en Australie, car un cinématographe avait fait l'objet d'une démonstration à l'Opéra de Melbourne au mois d'août. Le 26 janvier 1901, Life in Our Navy, un film de 60 000 pieds sur la vie à bord du HMS Jupiter, est projeté par G. H. Snazelle, qui assure le divertissement.
Le Hall devient un lieu régulier de projection de films et la première de The Story of the Kelly Gang des frères Tait, le premier long métrage dramatique au monde, a lieu à l'Athenaeum en 1906.
Le théâtre dans sa forme actuelle, un théâtre à arc proscenium de 880 places sur trois niveaux, a été créé en 1924, conçu par Henry Eli White. Rebaptisé Athenaeum Theatre, il est l'un des premiers établissements d'Australie à projeter des films parlants, présentant Le Chanteur de jazz en février 1929. Des années 1920 au début des années 1970, le théâtre a été principalement utilisé comme cinéma. La Melbourne Theatre Company (MTC) a loué le théâtre de 1976 à 1985, date à laquelle le bail a été repris par divers entrepreneurs qui ont formé AT Management en 1997.
Le studio de théâtre à l'étage ("Ath 2"), créé par le MTC à partir de l'ancienne galerie d'art, a été utilisé comme espace théâtral et a accueilli le Last Laugh Comedy Club après son déménagement de North Melbourne.

### Galerie d'art

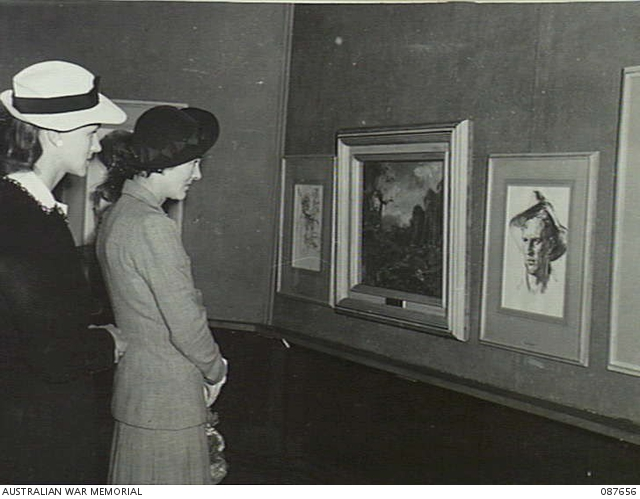
Mrs. G.M. Norris, with Mrs K. D. MacDougal, examining an Exhibition of Paintings by the Official War Artist Captain Ivor Hele at the Athenaeum Gallery

L'artiste Jo Sweatman s'est souvenu que c'est Annie, la femme de Frederick McCubbin, qui a proposé pour la première fois que l'Athenaeum devienne une galerie d'art. En 1910, Walter Withers, Bernard Hall, Frederick McCubbin et John Mather prennent contact avec le secrétaire de l'Athenaeum, Reginald W.E. Wilmot, pour discuter de son potentiel en tant que lieu d'exposition. Il en a résulté que le hall supérieur, précédemment utilisé comme petit musée, a été doté d'une lanterne sur le toit par les architectes Sydney Smith et Ogg, afin d'éclairer la galerie d'art. Officiellement créée sous le nom de The Athenaeum Art Gallery, elle a accueilli la première exposition de Le Pionnier de Frederick McCubbin en 1904.
Après que la Première Guerre mondiale eut réduit la fréquence des expositions, en 1919 et après une rénovation complète, les tonalistes australiens y organisèrent leur première exposition de groupe. L'une d'entre elles, Clarice Beckett, y tint neuf expositions personnelles entre 1923 et 1932, et une exposition posthume y fut organisée après sa mort prématurée. William Frater (en) y organisa sa première exposition personnelle en 1923, marquant ainsi sa rupture avec les Tonalistes. La galerie était très demandée et les artistes devaient réserver un an à l'avance. Elle a exposé des peintures de Rupert Bunny, Hans Heysen (en), Albert Namatjira, Tom Roberts, John Rowell , Ernest Buckmaster (en), Constance Stokes et Arthur Streeton, avant de fermer ses portes en 1971,. La galerie a également accueilli des conférences de la Melbourne Society of Women Painters, dont une en 1935 au cours de laquelle Mary Cecil Allen (en) s'est exprimée.

### Expositions organisées au Melbourne Athenaeum
- 1904, à partir du 24 octobre : Paysages australiens par John Mather
- 1906: Yarra Sculptors' Society : Huitième exposition annuelle, Sculpture, Peinture, Estampes
- 1910: Yarra Sculptors' Society: Dixième exposition annuelle
- 1910, Octobre: Victorian Artists' Society'[15],[16]
- 1910: Wynnum School of Arts, Sculpture, peinture, estampe
- 1910, 15 septembre-1er octobre : Peintures et dessins de L. Bernard Hall
- 1911, du 7 au 24 avril : Frederick McCubbin
- 1911, 24 juillet-14 août : Rupert Bunny
- 1912, 14 août-1er septembre : Fred et Louis McCubbin (en)
- 1912, 26 septembre-17 octobre : Les peintures de J. Mather
- 1913, Septembre: Twelve Melbourne Painters'[17]
- 1915, à partir du 4 mars: tableaux de Hans Heysen
- 1916, 30 août-13 septembre: Les peintures du regretté M. J. Mather
- 1917, Du 12 au 22 septembre: Australian Art Association. Cinquième exposition annuelle
- 1918, 6-20 juillet: Salon des Poilus. Exposition de tableaux à vendre au profit de la Croix-Rouge française
- 1919 Septembre, A Meldrum Group
- 1919, Novembre: Margery Withers 1919[18]
- 1920, 18 - 28 mai: Norah Gurdon[19]
- 1920 juin, A Meldrum Group[20]
- 1920, à partir du 1er octobre : Australian Art Association, Annual Exhibition
- 1921: The Women's Art Club. Exposition annuelle de peinture, de sculpture et d'artisanat
- 1921 mai, A Meldrum Group
- 1921, Août : Vingt peintres de Melbourne[21]
- 1921, 30 octobre-5 novembre: Arthur Streeton. Sunlit suburbs of Sydney
- 1922, Novembre: Exposition collective : Margery, Nancy & Meynell Withers[22]
- 1923, 10 au 23 avril: Norah Gurdon[23]
- 1923 juin: Clarice Beckett[24],[25]
- 1923 juillet, Twenty Melbourne Painters
- 1923, août: Women's Art Club[26]
- 1923, août: Twenty Melbourne Painters[27]
- 1924 mai, Twenty Melbourne Painters
- 1924, 1 au 11 octobre: Women's Art Club[28]
- 1924 Septembre: Clarice Beckett[29]
- 1925, 20 au 30 mai: Norah Gurdon[30],[31]
- 1925, juin: Women's Art Club[32]
- 1925 juillet: Clarice Beckett[33]
- 1925, à partir du 3 septembre: Australian Art Association, exposition annuelle
- 1925, Septembre: Twenty Melbourne Painters[34]
- 1925 Septembre, Twenty Melbourne Painters
- 1926 Du 20 au 31 juillet: Clarice Beckett[35]
- 1926, Septembre: Twenty Melbourne Painters 8th annual exhibition[36]
- 1926, Du 1er au 11 décembre, Women's Art Club[37]
- 1927, Du 1er au 12 mars: Rupert Bunny
- 1927, 28 avril-7 mai: Norah Gurdon[38]
- 1927 juillet, Women's Art Club
- 1927 Septembre: Clarice Beckett[39],[40]
- 1927, Septembre: Twenty Melbourne Painters[41]
- 1928, Du 6 au 17 mars: Watercolours and woodcuts by E.W. Syme
- 1928 juillet: Clarice Beckett[42]
- 1928, Du 11 au 21 juillet: Rupert Bunny
- 1928, Septembre: Twenty Melbourne Painters 10th annual exhibition[43]
- 1928, Octobre: Women's Art Club Annual Exhibition[44]
- 1928 Octobre, Melbourne Society of Women Painters
- 1929, Avril: Jo Sweatman[45]
- 1929, juillet: Margery Withers[46]
- 1929, Septembre: Twenty Melbourne Painters[47]
- 1929 Octobre, Melbourne Society of Women Painters
- 1929 Novembre: Clarice Beckett[48]
- 1930, Août-Septembre: Ernest Buckmaster[49]
- 1930 Septembre, Twenty Melbourne Painters[49]
- 1930 Octobre: Clarice Beckett[50],[51]
- 1930 Octobre, Melbourne Society of Women Painters[52]
- 1931, à partir du 1er juillet: Seven Australian Painters
- 1931 Septembre, Twenty Melbourne Painters
- 1931 Octobre: Clarice Beckett (show opened by Max Meldrum)[53],[54],[55]
- 1931 Octobre, Melbourne Society of Women Painters
- 1932, juillet: Margery Withers[56]
- 1932 Septembre, Twenty Melbourne Painters
- 1932 Octobre: Clarice Beckett[57]
- 1933, 9 - 20 May: Jo Sweatment. Australian landscapes, Athenaeum Gallery[58]
- 1933, Du 4 au 15 juillet: Rupert Bunny
- 1933 Septembre, Twenty Melbourne Painters
- 1933, 27 octobre - 11 novembre: Australian Art Association, Annual Exhibition
- 1933: Exposition des peintres de Melbourne en faveur de l'approvisionnement en eau de Hermannsburg (Australie centrale)
- 1934, 27 février-10 mars: Exposition de peintures de E. Phillips Fox et Ethel Carrick
- 1934, 31 juillet-11 août: Exhibition of Paintings and Drawings by Members of the Contemporary Art Group
- 1934, Septembre: Twenty Melbourne Painters 16th annual exhibition[59]
- 1934 Octobre, A Meldrum Group
- 1934, 17–22 Décembre: Oscar Binder, Exhibition of etchings
- 1935, 30 avril-11 mai: Jo Sweatman[60] (catalogue)
- 1935, 6–17 August Exposition des membres du New Melbourne Art Club
- 1935, Septembre: Twenty Melbourne Painters[61]
- 1935, 17-28 septembre: Jane Wilkinson Whyte. Work: old and new
- 1936, 14-25 juillet: Exposition des membres du New Melbourne Art Club
- 1936, 11-22 août : Exposition de peintures et de dessins des membres du groupe d'art contemporain
- 1936, Septembre : Vingt peintres de Melbourne : 18e exposition annuelle[62]
- 1936, 8-19 septembre: Dorothy Whitehead
- 1937, Mai: Jo Sweatman[63] (catalogue)
- 1937, 12-24 juillet : Exposition des membres du New Melbourne Art Club
- 1937, 10-21 août : Exposition de peintures et de dessins par les membres du Groupe d'art contemporain
- 1937, 30 novembre-11 décembre : John Gardner, peintures à l'huile, estampes
- 1938, 19-30 juillet : Exposition des membres du New Melbourne Art Club
- 1938, Septembre : Vingt peintres de Melbourne[64]
- 1938, 26 septembre-8 octobre: Dorothy Whitehead exhibition
- 1939, 21 août - 2 septembre : Exposition des membres du New Melbourne Art Club
- 1940, du 5 au 16 mars: Maud Glover Fleay and Annie Gates[65],[66],[67]
- 1940, 19-22 mars : Exposition au profit de la Croix-Rouge[68],[69],[70],[71],[72],[73]
- 1940, 20-31 août : Exposition des membres du New Melbourne Art Club
- 1941, à partir du 23 août : Exposition des membres du New Melbourne Art Club
- 1943, 20 avril-1er mai: Josephine Muntz-Adams: Exposition de peintures
- 1959, à partir du 1er juin: Len Annois. The Yarra Valley from Studley Park to Templestowe.
- 1942, à partir du 23 juillet : Exposition des membres du New Melbourne Art Club
- 1943, 18-29 mai: Jo Sweatman[74]
- 1944, Septembre : Vingt peintres de Melbourne : 26e exposition annuelle[75]
- 1945, 22 mai-2 juin: Jo Sweatman [76]
- 1945, Octobre : Vingt peintres de Melbourne[77]
- 1946, 3 - 14 septembre: Twenty Melbourne Painters Society[78]
- 1947, Mai: Jo Sweatman[79]
- 1947, Septembre: Twenty Melbourne Painters, Athenaeum Gallery, 1947[80]
- 1948, Septembre: Twenty Melbourne Painters, Athenaeum Gallery, 1948[81]

### Proposition de démolition et de remplacement
Il a été classé en 1948 comme l'un des sites clés pour la modernisation de Melbourne. Des plans ont été préparés pour un bâtiment moderne comprenant une nouvelle bibliothèque et un musée, mais le projet n'a pas été réalisé.

### Bibliothèque d'abonnés
Le nombre de membres de la bibliothèque par abonnement de l'Athenaeum a culminé à 7 579 en 1950, après que la Bibliothèque d'État du Victoria a cessé de prêter ses livres en 1939. Le nombre de membres a diminué au cours des décennies suivantes pour atteindre 1 600 au milieu des années 1980 et 750 à la fin des années 2000. Le nombre d'adhérents est aujourd'hui en augmentation.

## Aujourd'hui
Aujourd'hui, l'Athenaeum Theatre est utilisé pour des spectacles de théâtre, de comédie et de musique, notamment en tant que lieu principal du Melbourne International Comedy Festival et du Melbourne Opera. Le Wheeler Centre for Books, Writing and Ideas (Centre Wheeler pour les livres, l'écriture et les idées) organise des débats et des conférences au théâtre.
La bibliothèque sur abonnement dispose d'une collection de 30 000 ouvrages et organise régulièrement des événements, des conférences, des clubs de lecture et un club de cinéma.